# Folsomia fimetaria
Folsomia fimetaria es un colémbolo de cuerpo alargado del género Folsomia. Difiere de otros miembros del género Folsomia, en que las setas ventrales del tercer segmento del tórax están ausentes. En su cabeza maxilar su laminilla primera tiene forma de abanico y tiene un fleco doble, también su fila apical tiene cilios complejos.
F. fimetaria habita en suelos orgánicos ricos, biotopos perturbados y ciudades. También parece ser una presa de alta calidad, ya que, cuándo es consumido por el escarabajo Bembidion lampros  parece que incrementan su fecundidad y la supervivencia de sus larvas.